# Caspar March (Mediziner, 1619)
Caspar March, auch Kaspar Marche oder Marchius (* 23. März 1619 in Penkun; † 26. Oktober 1677 in Berlin), war ein deutscher Mediziner, Mathematiker und Astronom.

## Leben
Der Sohn des Penkuner Pfarrers und Propstes Kaspar March und der Anna Krüger aus Stettin besuchte das Marienstiftsgymnasium unter Lorenz Eichstaedt und studierte ab 1638 an den Universitäten Rostock, Greifswald und Leiden Medizin, Mathematik und Naturwissenschaften. In Greifswald wurde er 1644 zum Doktor der Medizin promoviert. Im folgenden Jahr wurde er stellvertretender Professor der Medizin für Johannes Heune. 1648 wurde er ordentlicher Professor der Mathematik und Chemie und Extraordinarius für Philosophie.
1655 ging er als Professor der Mathematik an die Universität Rostock, deren Rektor er in den Jahren 1658 und 1664 wurde. 1665 wurde er als Professor der Medizin nach Kiel berufen. Der brandenburgische Kurfürst Friedrich Wilhelm berief ihn 1673 als Leibarzt nach Berlin. Während des Schwedisch-Brandenburgischen Krieges arbeitete er als Lazarettarzt. Am 19. Februar 1675 wurde er zum Mitglied der Leopoldina gewählt.
Caspar March hatte in seiner Zeit einen bedeutenden Ruf als Astronom. Neben astronomischen Studien verfasste er einen Kalender und veröffentlichte verschiedene Schriften zu Themen der Chemie und Medizin.
Caspar March war seit 1644 mit Katharina, der Tochter des Greifswalder Apothekers Jacob Schmidt (Schmiede), verheiratet. Ihr Sohn Caspar March war Professor der Medizin in Greifswald.

## Schriften (Auswahl)
- Anmerckung und natürliche Gedancken nebenst Astrologischen Muthmassungen von dem im ablauffenden 1652sten Jahre auf Cometen-Art wiewol tunckel und kurtz=erschienenen neuen Stern ... Meder, Stralsund 1653.
- Astronomischer Discours von den Sonnenfinsternissen. 1654.
- Prognosticon Astrologicum Oder Natürliche Muthmassung, Was vor eine Beschaffenheit am Gewitter .̤ auch andern gemeinen Zufällen in diesem 1657. Jahre .̤ zu besorgen sey. Meder, Stralsund 1656.
- Astronomische Untersuchung Derr in diesem 1661. Jahr in zweiffel gerahtenen sichtbahren Sonnen- und Mondfinsternüß Imgleichen einer notablen Bedeckung des Saturni durch den Mond/ nebst einem Kurtzen Anhange von dem Newlich im Ende des Monats Januarii A. Cal. gesehenen Comet-Stern. Wilde, Rostock 1661.
- Astronomischer Discours von grossen Conjunctionibus Planetarum... Johann Keyln, Rostock 1663.